# DAXglobal Asia Index
Der DAXglobal Asia Index ist ein von der Deutschen Börse aufgelegte  Aktienindex, der aus den gewichteten Kursen der Aktien von 40 großen Unternehmen der Region berechnet wird. Der Unterschied gegenüber entsprechenden Produkten anderer Anbieter liegt in der Ländergewichtung, die hier nicht anhand der jeweiligen Marktkapitalisierung, sondern auf Basis der Wirtschaftskraft der einzelnen Länder vorgenommen wird.

## Zusammensetzung 2008
Im Jahr 2008 enthielt der Index Titel aus 10 Staaten, wobei das bereits hoch industrialisierte und wohlhabende Südkorea mit acht Unternehmen, darunter weltbekannten Marken wie Samsung, Hyundai oder Hynix, genauso stark vertreten waren wie China. Direkt dahinter folgte Indien mit sieben Vertretern, die zusammen für über 20 Prozent der Indexkapitalisierung sorgten. Ergänzt wurde die Auswahl um Unternehmen aus Singapur, Hongkong, Taiwan, Thailand, Indonesien, den Philippinen und Malaysia. Bezogen auf die Branchenzusammensetzung lag der Schwerpunkt eindeutig im Finanzsektor, aus dem über ein Viertel der berücksichtigten Unternehmen stammten.

## 2020
Mitglieder sind u. a. Unilever Indonesia oder auch HDFC Bank. Der Index brach 2020 aufgrund des Coronavirus extrem ein.